# Zhuji

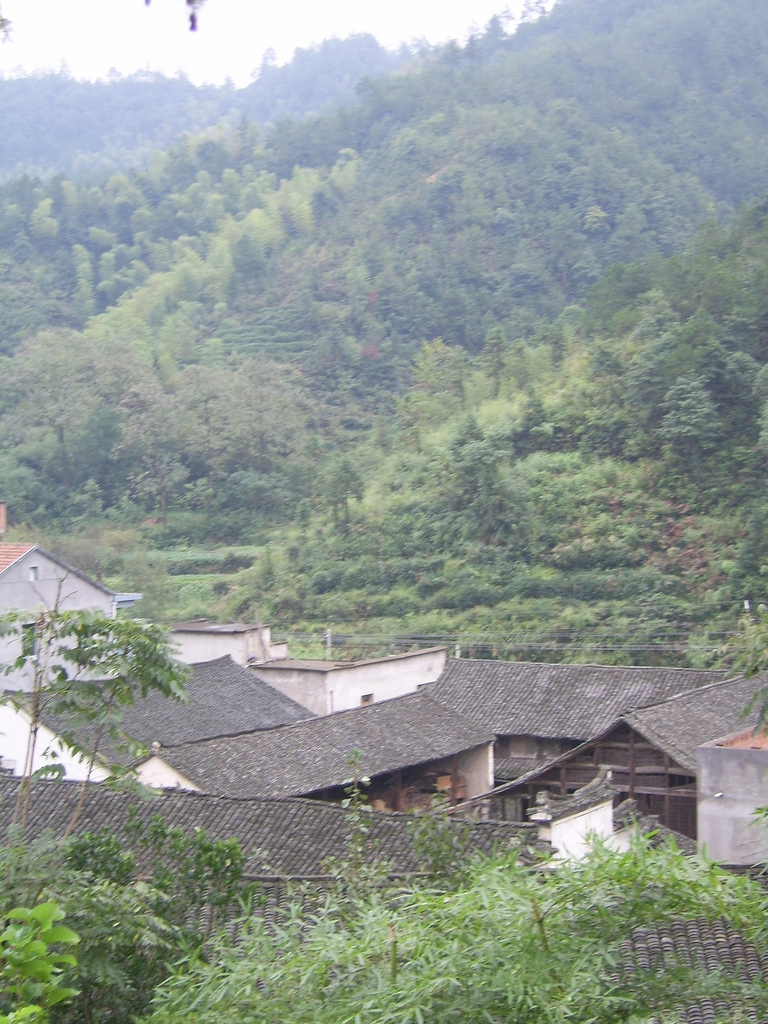
Blick über die Dächer des Dorfes Miaoli im Verwaltungsgebiet der Stadt Zhuji

Zhuji (chinesisch 诸暨市, Pinyin Zhūjì Shì) ist eine kreisfreie Stadt der bezirksfreien Stadt Shaoxing in der chinesischen Provinz Zhejiang. Sie hat eine Fläche von 2.311 km² und zählt 1.218.072 Einwohner (Stand: Zensus 2020).
Die auf dem Gebiet der Stadt gelegenen traditionellen Gebäude der Familie Si (Sishi gu minju jianzhuqun 斯氏古民居建筑群) stehen seit 2006 auf der Liste der Denkmäler der Volksrepublik China (5-309).
Zhuji unterhält eine Städtefreundschaft mit Verona, Italien.

## Persönlichkeiten
- Huang Qifan (* 1952), Politiker